# Академічна бесіда
«Академічна бесіда» — перше статутне українське студентське товариство, засноване 16 жовтня 1870 р. у Львові, яке виконувало функцію читальні.
Першим головою товариства був Орест Авдиковський.
Внаслідок розколу між прихильниками української і русофільської орієнтацій частина студентів покинула товариство і заснувала русофільське товариство «Академічний кружок». Після того, як у грудні 1870 року з метою допомоги бідним студентам було створено ще одне українське студентське товариство «Дружній лихвар» (ініціатива створення «Лихваря» належала учасникам «Академічної бесіди»), у березні 1871 року «Академічна бесіда» самоліквідувалася, а її майно було передано товариству «Дружній лихвар».